# Потылицын, Виталий Николаевич
Потылицын Виталий Николаевич (17 мая 1973 года, Кара-Суу, Ошская область  — 17 августа 1996 года) — старший лейтенант, командир разведывательного взвода 205-й отдельной мотострелковой бригады, Герой России (посмертно).

## Биография
Виталий Потылицын родился 17 мая 1973 года в городе Кара-Суу Ошской области (Киргизия) в семье рабочих. Окончил среднюю школу № 190 в Новосибирске и поступил в Новосибирское Высшее Военное Командное Училище. После окончания военного училища он проходил службу в должности командира разведывательного взвода в отдельном разведывательном батальоне Дальневосточного военного округа.
С марта 1995 года по август 1996 года в составе 205-й отдельной мотострелковой бригады принимал участие в боевых действиях на территории Чеченской республики, имел ранения и контузии, на его личном счету несколько захваченных в плен боевиков.
В августе 1996 года, во время боев за Грозный, старший лейтенант Потылицын возглавлял маневренную группу, его подразделению удалось с боем прорваться на помощь защитникам осажденного боевиками здания Правительства Республики Чечня. Во время боя дважды был ранен, но позицию не покинул и продолжил руководить действиями бойцов своего подразделения. Личным мужеством и хладнокровием офицер-разведчик вселял уверенность в защитников здания, окруженных врагами. Он возглавил прорыв из вражеского кольца. Бойцы с боем вышли к своим и вынесли на руках своего командира. Виталий Потылицын скончался в госпитале от полученных ран.
Указом Президента Российской Федерации № 602 от 14 июня 1997 года за мужество и героизм, проявленные при выполнении специального задания в ходе восстановления конституционного порядка на территории Республики Чечня, ему было присвоено звание Героя Российской Федерации (посмертно).
Похоронен на Южном кладбище в Новосибирске. Именем героя названа улица в Новосибирске, на жилмассиве «Плющихинский».